# サッカー琉球代表
サッカー琉球代表（さっかーりゅうきゅうだいひょう、英：Ryūkyū national football team）とは日本の統治下にある琉球列島の琉球人が結成したサッカーチームである。ConIFA（独立サッカー連盟）に加盟している。運営団体は任意団体の琉球フットボール協会（略称：琉球FA）。ホームスタジアムは沖縄県中頭郡中城村のごさまる陸上競技場。

## 概要
2014年設立。初代琉球代表監督は宮城哲郎。同年8月「東アジア国際交流サッカー大会」に出場。2015年1月キャンプ中のJリーグクラブとトレーニングマッチを行う。
2016年ごろ、FC岐阜の地域貢献推進部部長を務めた宮城亮がConIFAを知る。宮城はConIFAを日本に紹介した実川元子に連絡を取り、実川に紹介される形でConIFAの事務局や理事と連絡を取り合う。その結果、2016年11月25日に選抜チームを結成して沖縄県中頭郡中城村のごさまる陸上競技場にてFCコリアと初試合が実現した。この試合は0対9でFCコリアに敗れた。この試合はアジアで始めて行われたConIFAの公式試合であり、「2018 CONIFA ワールドフットボールカップ」の予選でもあった。2016年8月ConiFAのイェンス理事が来沖した。
なお、琉球FAはJFA及び沖縄県サッカー協会と対立するものではない。
出典。